# Lonely Wind
Lonely Wind è un singolo della rock band Kansas  pubblicato nel 1974. È incluso nell'album debuto della band, intitolato Kansas.

## Il testo
https://www.discogs.com/Kansas-Kansas/master/56500